# Obléhání ve starověku

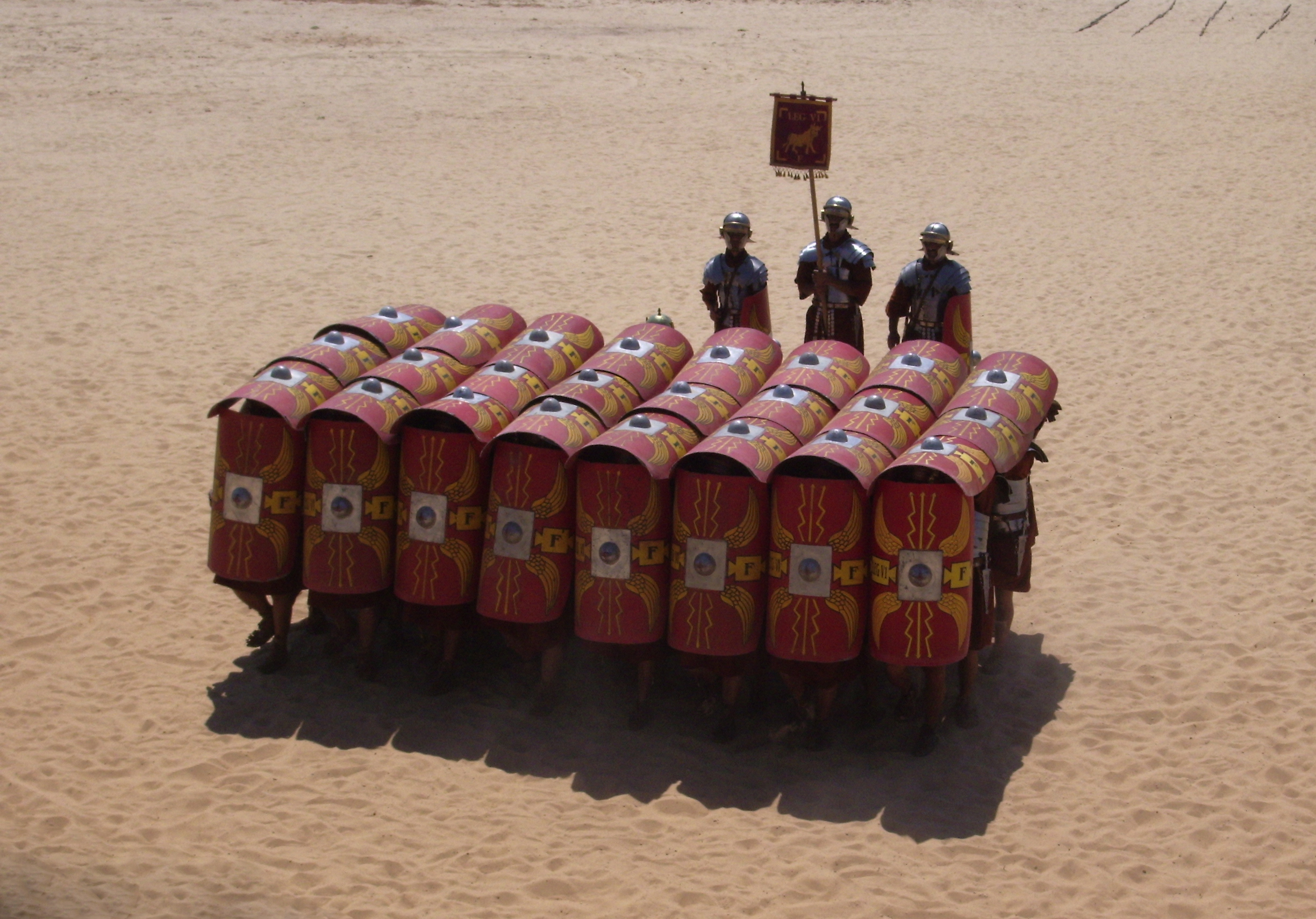
Římská formace testudo, která byla používána hlavně při obléhání.

Obléhání ve starověku se stalo součástí tehdejšího válečnictví v návaznosti na usazování lidí ve městech. Jedním z hlavních důvodů počátečního vývoje měst ve starověku byla obrana. To dokládá značné množství raných sídlišť na území, které poskytovalo přirozenou ochranu, jako například na vrcholech kopců. Města chráněna hradbami se objevují krátce poté, kdy byla založena velká městská centra. Krátce poté bylo téměř nemožné se těchto míst zmocnit. Dlouhou dobu nebyla jiná možnost než město odříznout a čekat až vyhladoví. Řecko se tímto způsobem vyvíjelo k směsici nezávislých hradbami chráněných polis. Až Filip II. Makedonský Řecko sjednotil a byl prvním vladařem, kdo v Řecku zvládl obléhací techniku. Asyřané byli první, kteří začali masově používat obléhací stroje a byli schopni město dobýt silou. Na vývoj obléhacích technik navázali také Římané.

## Počátky obléhacích bojových prostředků
Prvním známým sídlištěm ohrazeným zdmi bylo malé město Jericho, které se nachází něco málo přes 10 kilometrů od severního pobřeží Mrtvého moře ve starověké oblasti Kanaán v dnešním Izraeli. Počátek zdí na tomto místě se datuje od počátku sedmého tisíciletí př. n. l. Současní učenci přišli s hypotézou, podle které vedly k výstavbě opevnění kolem sídlišť dva hlavní důvody. Za prvé, zdi sloužily jako obrana proti střelným zbraním – kterými byly v tomto historickém období především luky a šípy. Druhým důvodem byl rozvoj usedlého zemědělství. Přestože bylo Jericho opevněno již v sedmém tisíciletí př. n. l., bylo co do velikosti relativně malé. První velká opevněná města se objevila v Mezopotámii kolem roku 3000 př. n. l. Město Ur v současném Iráku představuje jeden z nejlepších a nejranějších příkladů. Město bylo ve své době proslavené svým dokonalým opevněním, které mělo na některých místech v základu tloušťku 30 metrů. Věže nebyly rozmístěny od sebe dále, než byl účinný dosah střelby z luku (v té době kolem 30 metrů), takže všechna místa, na která by mohl protivník zaútočit, bylo možné pokrýt palbou.

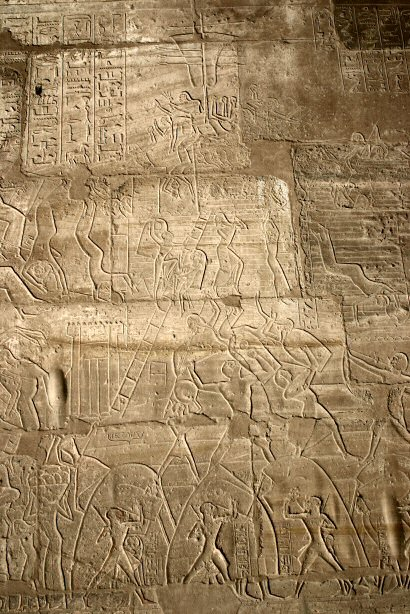
Zde je ztvárněno obléhání Dapuru egyptskými vojáky.

 V jiných městech v Mezopotámii byly vystavěny zdi s několika pravými úhly, čímž došlo k vytvoření klikatého uspořádání zdí, které maximalizovalo velikost střeleckého úhlu. Podobný proces opevňování také probíhal ve své době v Egyptě. V této době byl při obléhání velice používán žebřík. Možnost strhnout kamenné zdi byla stále ještě několik století vzdálena. Způsob obléhání zůstával do osmého století př. n. l. v podstatě stejný, což mělo za následek rozšíření opevnění po celém Blízkém východě. Předchozí obléhací boje mohly být vedeny pouze jako blokáda nebo útok. Válečníci v Mezopotámii hledali způsob, jak dobýt nepřátelské město.

### První obléhací stroje
První dnes známé použití strojů pochází z doby obléhání města Nurrugum Šamši-Adadem I., válečníkem, který dobyl většinu Asýrie v severovýchodní Mezopotámii. Popisy obléhání, pocházející z té doby se zmiňují o tom, že používal beranů a věží. Přestože není známo, zda tyto stroje sám vynalezl nebo či spíše používal techniku jiných, úsilí jeho a jeho současníků bylo úspěšné. Jak archeologické, tak historické pozůstatky naznačují, že mnohá města na Blízkém východě padla v osmnáctém století př. n. l. do rukou útočníků. Obléhací stroje však byly v tomto období značně nedokonalé a hlavním způsobem obsazení nepřátelského města té doby bylo obklíčení a výstavba obléhacích valů.
Na počátku obléhání útočníci často vybudovali dobývací stavby kolem města, takže obránci nemohli uniknout. Koncem 19. stol. př. n. l. se tyto konstrukce staly zcela dokonalými a jejich součástí byly příkopy, hliněné zdi, dřevěné palisády a věže. Obléhatelé potom mohli začít s výstavbou náspů; v tomto případě se jednalo o velkou rampu ze zeminy, jejíž stavba pokračovala směrem kupředu, dokud nedosáhla stejné výšky jako hradby nepřítele. Nakonec bylo pomocí věže možno vyčistit cimbuří od obránců a poté zahájit útok pěchoty, která pomocí valu překonala hradby. Veškeré obléhací stavby, věže a náspy vyžadovaly při výstavbě zkušené odborníky. Vzhledem k tomu se poprvé v historii na bojišti objevili také technici. Tito technici však nenabízeli svoje služby pouze útočníkům, ale také obráncům. Koncem 18. stol. př. n. l. začalo být stále více měst obklopeno příkopy a dvojitými a někdy dokonce trojitými zdmi opatřenými větším množstvím věží. V šestnáctém století př. n. l. opět dominovali obránci. Obléhatelům většinou nezbývalo nic jiného než město blokovat. Přestože některé dobře organizované mocnosti dokázaly dobývat města, byla to pravda jenom v tom případě, že měly početní převahu a byly dobře zásobeny. Ve 12. století př. n. l. se objevila mocnost, která vynalezla nové stroje, a před kterou nebylo žádné město v bezpečí. Byla to Asyrská říše.

## Asyrské válečné obléhací prostředky
Asyřané jsou v dějinách známí jako národ využívající hrubou sílu spolu se silnou vojenskou organizací, který významně přispěl k vývoji vojenské techniky. Byli také vyhlášeni svou neobyčejnou krutostí. Asyrský stát držel pohromadě především ze dvou důvodů: jejich vynikajícími schopnostmi při obléhání a jejich uplatňování naprosté, nemilosrdné krutosti. Tato oficiálně deklarovaná krutost však měla právě opačný účinek: přestože Asyřané a jejich armáda byli obávaní a respektováni, byli nenáviděni a poddaní jejich říše byli prakticky trvale ve stavu odboje. Po většinu asyrských dějin měla tato situace pozitivní účinek, protože jádro jejich armády tvořili vysoce zkušení vojáci. Avšak jakmile jejich říše dosáhla zenitu byla nemilosrdně a rychle zničena. Více než v čemkoliv jiném vynikala asyrská armáda v technice obléhání a byla patrně první armádou, která měla samostatný sbor ženistů. Kdy přesně začali používat Asyřané obléhací stroje není známo.

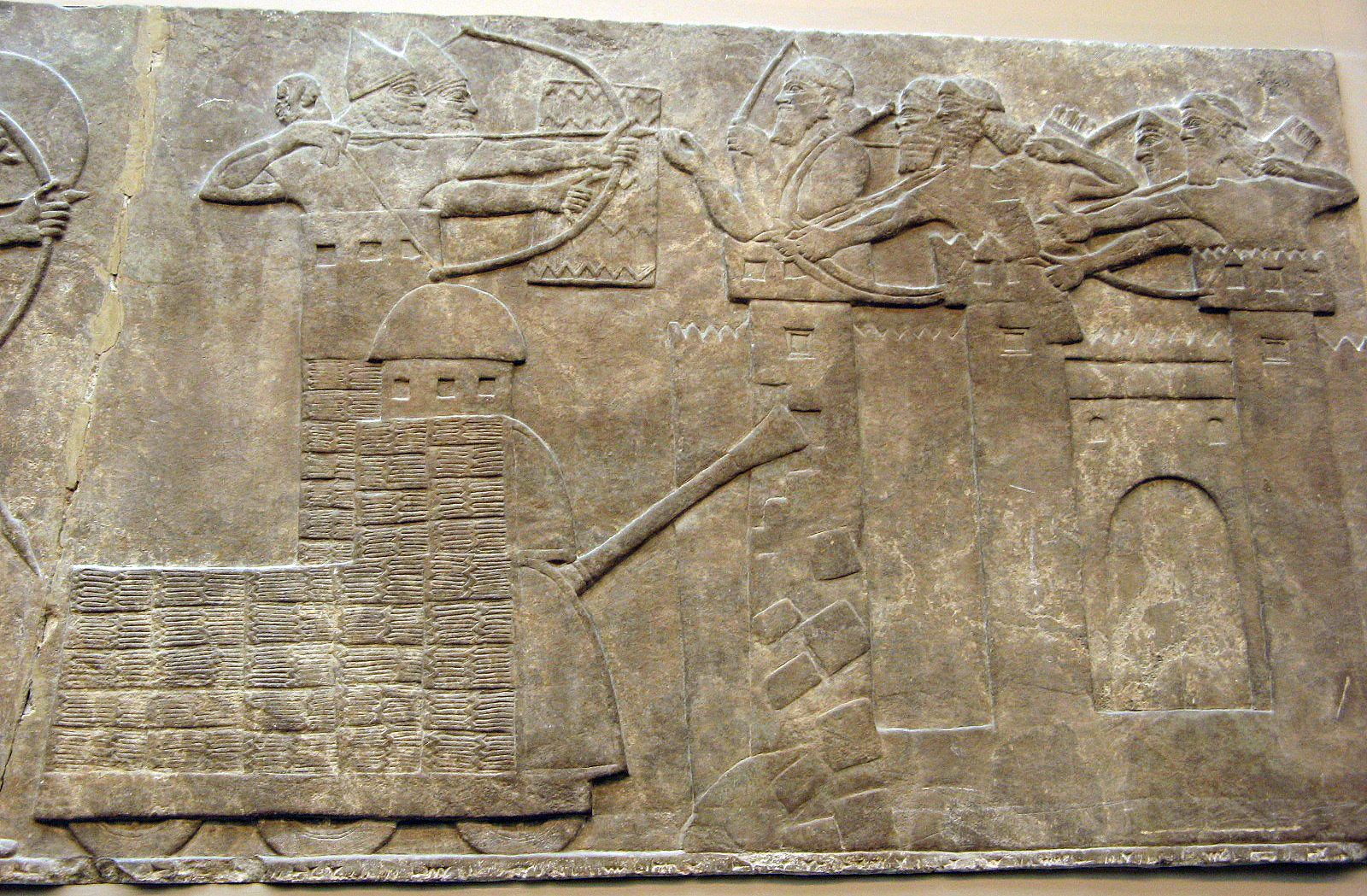
Asyřané obléhají město. Povšimněte si dobývací věže a beranidla.

V osmém století př. n. l. se však stali mistři v umění obléhání, jak dokládá zvýšený výskyt různých oslavných reliéfů a nápisů po celé říši. Asyřané proti těžce opevněním městům Blízkého východu útočili a za tím účelem vyvinuli celou řadu postupů ničení nepřátelských zdí. K podkopávání zdí byli používáni zákopníci, kteří zapalovali ohně pod dřevěnými bránami a stavěli rampy, které umožňovaly mužům dostat se přes hradby nebo se pokusit o jejich prolomení v horní části, kde byly hradby nejslabší. Pojízdné žebříky dovolovaly útočníkům překračovat příkopy a rychle zaútočit na kterémkoliv místě obranného postavení. Těmto operacím zajišťovaly krytí masy lučištníků, kteří tvořili jádro pěchoty. Pýchou asyrské dobývací mašinérie však byly jejich dobývací stroje. Byly to několikaposchoďové věže se čtyřmi koly a otočnou věží na vrcholu s jedním nebo dvěma dobývacími beranidly v nejnižším patře. Věže byly kryty kůží a látkami, které je chránily proti zápalným šípům. Pohyb dopředu zajišťovali buď vojáci nebo tažná zvířata. Věže byly příležitostně vybaveny padacími mosty. Asyřané velice rádi kombinovali dobývací věže s rampami. Po navršení náspu do výše zhruba poloviny hradeb je Asyřané pokryli kamennými deskami, pomocí kterých byl vytvořen hladký povrch. Poté byla přisunuta dobývací věž, jejíž beranidla zničily hradby. Tuto taktiku si později velice oblíbili Římané.

## Počátky řecké obléhací techniky
V období mezi pádem Asýrie v roce 612 př. n. l. a vzestupem Dionýsia I. se Syrakús v roce 405 př. n. l. došlo v oblasti ženijních prací a obléhací techniky pouze k nepatrnému vývoji. Znalosti Asyřanů upadly v tomto období většinou v zapomenutí. Přestože byly tyto znalosti částečně převzaty Peršany, nová mocnost Blízkého východu si neuvědomila jejich skutečné možnosti, používala tyto stroje pouze sporadicky a nepřivedla je k žádnému významnému zlepšení. Pokud jde o Řeky, nevyužili příliš mnoho z techniky, kterou měli k dispozici. Alespoň během první poloviny tohoto období nepokročila řecká věda dostatečně daleko, aby umožnila konstrukci těchto velkých strojů. Kartáginci, nová síla v západním Středomoří měli tuto techniku prokazatelně k dispozici a to vzhledem k dědictví po Féničanech. Umění obléhání však přesto většinou nebylo využíváno, protože charakter jejich říše byl především námořní a kromě toho nebyla města, na která Kartáginci narazili v Africe, Španělsku a na Sardinii příliš těžce opevněná. Tato situace se změnila pouze jednou a to tehdy, když v šestém a sedmém století př. n. l. podnikali vážné nájezdy na území Řeků na Sicílii, při kterých byli nuceni se potýkat s pevnostmi chráněnými hradbami (město Syrakusy).

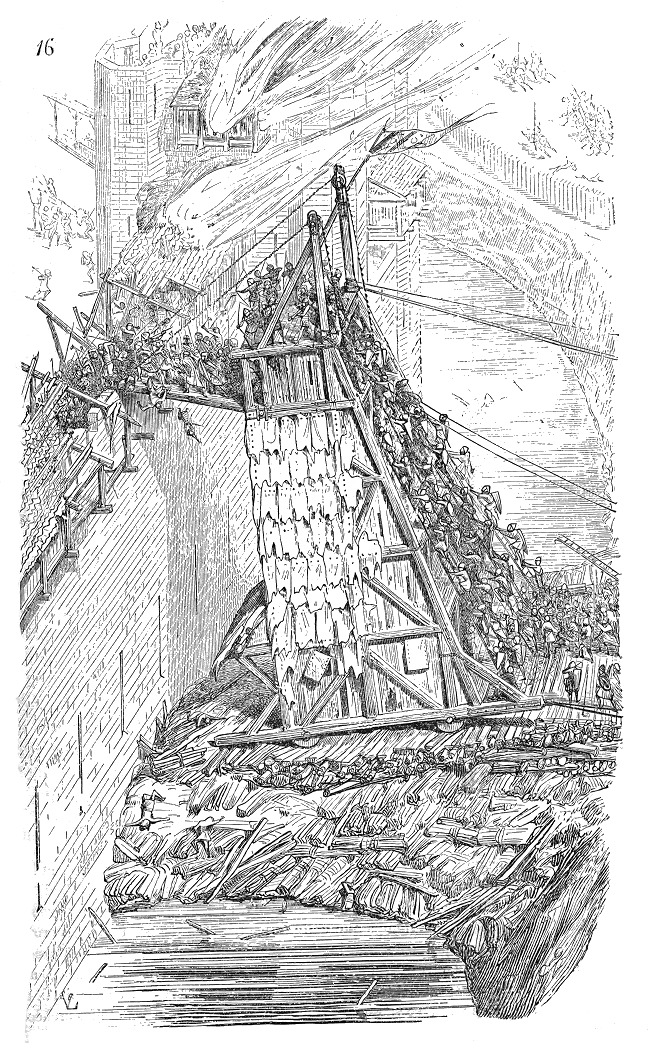
Tato kresba zachycuje středověkou obléhací věž. Ta se však od svých starověkých předchůdkyň vůbec nelišila. Povšimněte si bočního krytí.

 Přesto to byly právě Syrakusy, jejich hlavní protivník na jihovýchodě ostrova, kdo se zasloužil o renesanci ofenzivní obléhací techniky. V závěru pátého století př. n. l. začali používat a značné zdokonalili punské stroje. Během století zastínili všechno co zde bylo předtím a vrátili techniku do popředí bojových prostředků. Avšak, syrakúská obléhací technika se šířila pomalu a mnoho států jí přijalo až o staletí později. Řecko v tomto ohledu bylo konzervativní a obléhací techniku v Řecku zavedl až Filip II. Příkladem je obléhání řeckého města Plataje Spartou. Sparťané a jejich thébští spojenci nejprve vybudovali kolem města obléhací stavby; mezi ně patřily opevnění, příkopy a dřevěné palisády. Poté vystavěli ze dřeva a kamenů obléhací násyp a zaútočili na zdi. Tomu Platajané čelili nejprve zvýšením zdí a poté výstavbou další zdí za zdí původní. Sparťané poté vysunulo dopředu své obléhací berany, které však obránci zničili tak, že jejich trámy vytáhli ven pomocí smyček. Když selhal pokus zapálit město vhazováním hořícího klestí, Sparťané svého útoku zanechali a začali blokovat město. Během následujících dvou let se většině obránců podařilo proklouznout z města ven a zbytek se vzdal.

## Vrchol řecké obléhací techniky
Řekové oproti jiným národům nevyvíjeli obléhací techniku postupně. Ke skutečně významné inovaci došlo na rozkaz jediného muže: Dionýsia I., syrakuského tyrana (405–367 př. n. l.). V době jeho nástupu k moci, koncem pátého století př. n. l. bylo Kartágo a Syrakusy ve válečném stavu po více než sto let. Žádná ze stran nebyla schopna způsobit druhé straně rozhodující porážku, ale Kartágo vzhledem ke svým větším zdrojům v lidských silách mělo často navrch a Syrakusy byly nuceny pravidelně snášet obléhání Punů. Dionýsios I. byl rozhodnut tento koloběh přerušit. Jeho celoživotním snem bylo vyhnat Kartágince ze Sicílie. Jeho přípravy byly svědomité. Vycvičil armádu, postavil nové loďstvo a zkonstruoval obléhací stroje a trén. Dionýsios přebudoval Syrakusy na hotovou pevnost. Při velkém athénském obléhání (415–413 př. n. l.) se ukázalo, že klíč k obraně Syrakus leží na Epipolských výšinách. Z tohoto důvodu kolem nich vystavěl hradby v délce kolem 27 kilometrů. V hradbách byly vybudovány věže a šest opevněných bran. Jedna z nich, známá jako Epipolská brána, byla chráněna nejdokonalejší z pevností zvanou Euryalos (tuto pevnost přestavoval sám Archimédes). Její konečná podoba představovala model helénistické architektury, které se mohly vyrovnat teprve hrady středověké Evropy. Když Dionýsios I. dokončil opevňování Syrakus, vyzval zkušené odborníky z celého Středomoří, aby přišli do Syrakus. Vzhledem k tomu, že slíbil vysoké platy a značné odměny, podařilo se Dionýsiovi shromáždit skupinu nejlepších odborníků v celém starověkém světě. Z této syntézy téměř celosvětové vzdělanosti vzešly první dělostřelecké kusy, gastraphetes (doslova břišní luk) a oxybeles. První ze jmenovaných zbraní byla ruční a představovala předchůdce kuše, zatímco druhá byla větší samostatně stojící zbraň. Tato zbraň také střílela šipky jako gastraphetes a fungovala na principu torzních sil, přičemž dřevěná ramena byla ohnuta a napnuta směrem dozadu. V podstatě byl předchůdcem nejúspěšnějších řeckých a římských dělostřeleckých kusů budoucnosti.

### Makedonská obléhací technika

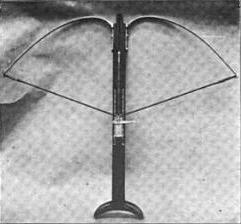
Gastraphetes

Na Dionýsiovo úsilí o technické zlepšení navázal makedonský král Filip II. (359–336 př. n. l.), dobyvatel Řecka a otec Alexandra Velikého. Filip plánoval velkou invazi do Perské říše (kterou nakonec uskutečnil po jeho zavraždění až jeho syn). Filip si uvědomoval, že jeho plán bude vyžadovat nejdříve boj proti těžce opevněným městům na pobřeží Anatolie a později proti velkým pevnostem uvnitř Perské říše. Vzhledem k tomu byl nezbytný obléhací trén: bez schopnosti rychle zdolat zdi měst riskoval, že uvízne v blokádě, kde by jej po určité době mohly obklíčit silnější perské síly. Filip proto vyzval techniky z celého Středomoří, aby přišli do jeho paláce v Pelle.
Z tohoto technického úsilí došlo k vytvoření útočných obléhacích technik, zvláště v oblasti vrhačů. Technici v Makedonii vyvinuli k pohonu katapultu torzní systém, kterým nahradili systém napínací. Krut představoval zlepšení, které vedlo ke zdokonalení zbraně oxybeles, která byla předchůdcem zbraně zvané lithobolos (vrhač kamenů), prvního dělostřeleckého kusu schopného ničit zdi. Tento stroj byl vyráběn v celé řadě velikostí, největší byl schopen vrhat balvany o váze 4,5 kilogramu přibližně do vzdálenosti 450 metrů. Přesnost těchto zbraní umožňovala zamířit palbu na malou část opevnění. Úspěch byl do té míry velkolepý, že i přes pozdější drobná zdokonalení, byl tento systém používán po dalších 800 let. Alexandr Veliký použil tuto novou techniku se zničujícím účinkem proti městům v Anatolii. Diadochové tuto techniku také používali a docházelo k častým obléháním.

## Římské obléhací techniky
Pokud jde o techniku, Římané ve skutečnosti přispěli jen velice málo k vývoji obléhacích prostředků. Jejich prvotní obléhací taktika nepředstavovala žádnou rafinovanou záležitost, protože města ve střední a severní Itálii, proti kterým Římané stáli, obvykle neměla rozsáhlá opevnění, a proto je bylo možné dobýt útokem pěchoty. Toto všechno se však změnilo, když se Římané ve třetím století př. n. l. obrátili proti řeckým městům ležícím v jižní Itálii a na Sicílii. Zde se poprvé setkali se silným řeckým opevněním, které bylo schopno odolávat těžkým vrhacím strojům a které navíc bylo příliš vysoké, než aby jej bylo možné obsadit bez pomocí strojů.

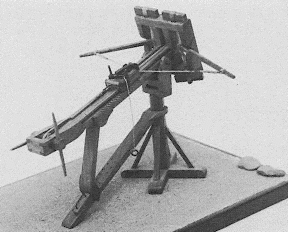
Římská balista

 To však Římany neodradilo. Naopak, římská armáda se zdokonalila především ve dvou oblastech, kterými bylo napodobování výstavby dobývacích strojů a opevnění měst. V průběhu méně než tří desetiletí od doby, kdy se poprvé setkali s opevněnými řeckými městy, převzali Římané řeckou obléhací techniku a používali řecké stroje. Přestože pokračovali v jejich vývoji, nikdy jejich základní konstrukci nezměnili. Římané byli největšími budovateli opevnění ve starověkém světě. Každou noc, bez ohledu na to jestli byly na vlastním nebo nepřátelském území, budovaly legie svoje opevněné tábory. Tím získaly výchozí základny pro svoje operace, ze kterých mohly vést tažení a které sloužily jako zásobovací základny a místa, kam se mohli v případě potřeby uchýlit. Rozsáhlé dobývání umožnila Římanům právě tato opevnění postavená podél zásobovacích tras. Některé z těchto táborů se nakonec vyvinuly v trvalé pevnosti, které přitahovaly obchodníky a které v budoucnosti představovaly středověká a moderní města (Manchester). Tato technika značně těžila z obléhacích bojových prostředků, takže se Římané stali doslova mistry v obléhání. Dokonalé využití blokády bylo dále podmíněno třemi faktory. Za prvé, díky některým stavebním postupům, jako například při výstavbě nočních pevností, získaly legie schopnost dokonale obklíčit obléhané město tábory, strážními věžemi a příkopy. Druhým klíčem k úspěchu Římanů byly jejich dokonalé logistické schopnosti, lidské zdroje a odhodlání. Tyto možnosti spolu s římským odhodláním a ambicemi jim dávaly sílu provádět obléhání po značně dlouhou dobu (Římané čekali před městem Lilybaion na Sivílii od roku 250 do roku 241 př. n. l.). Konečným faktorem, který stál za římskými úspěchy v obléhacích bojích byla nadvláda nad mořem. Tato nadvláda jim umožňovala neprodyšně zablokovat každé přímořské město.

### Římská obléhací technika spojená s útokem
Jak zde již bylo psáno, Římané podstatným způsobem nezměnili řeckou artilerii až do pádu římského impéria, ačkoliv byly provedeny její částečné změny a zdokonalení. Balista byla v podstatě novou verzí řeckého stroje na vrhání kamenů zvaného lithobolos, vyznačující se zlepšenou přesností a používáním rekonstruované hlavice a silnějších pružin. Scorpio byl římskou verzí řecké zbraně střílející šipky – oxybeles; tato zbraň byla zmenšena tak, aby byla lehčí a pohyblivější, zatímco byla schopna současně střílet větší šipky a jejíž kovem obložená hlavice a konkávně tvarovaná ramena jí dodávala větší sílu. Jednalo se o populární stroj s vynikající přesností, jehož palebná síla umožňovala zabít dva nepřátele jedním výstřelem.

Tyto změny, které provedli Římané v druhém a prvním století př. n. l., vedly k inovaci zbraně cheiroballistra v prvním století n. l. Přestože si zbraň stále zachovávala původní řecký vzhled a princip, je svou konstrukcí revoluční. Hlavice je nyní téměř celé vyrobena z kovu, pružiny jsou uloženy v bronzových válcích, které je chrání před vlivem povětrnosti a nepřátelskou palbou.

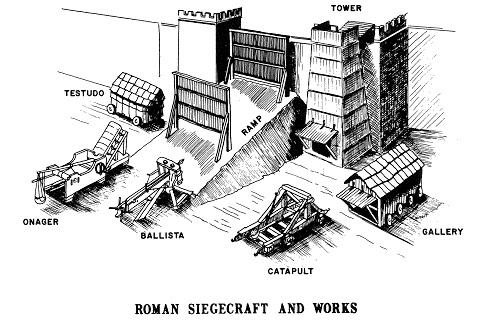
Římské obléhací stroje.

 Dřevěná ramena starších strojů byla nyní nahrazena jejich kovovými verzemi umožňující zvýšit výkon a přesnost. Cheiroballistra byla dále doplněna o hledí na hlavici. Římané používali tyto stroje s devastujícími účinky, jak k obraně tak k útoku. Tyto inovace na poli vojenské vědy, spolu s jejím účinným využíváním při blokádách, do značné míry vysvětlují úspěch jejich vojska a udržení nadvlády římské říše po pět set let na západě a tisíc let na východě. Kombinované použití blokády a útoku spolu s odhodláním Římanů znamenalo, že pro ně neexistovala nedobytná pevnost. Avšak, když ve třetím století n. l. začala Římská říše upadat, začala upadat i obléhací technika. Římská obléhací taktika nebyla již nyní tak účinná a technika se zjednodušila, takže byla méně efektivní. V konečném důsledku to znamenalo snížení počtů používaných dvojramenných torzních katapultů a zvýšení počtů jednoramenných zařízení jako například onagerů, neboli divokých oslů (toto jméno bylo odvozeno ze zpětného rázu stroje podobnému kopnutí osla). Tento katapult mohl vrhat kameny o stejné váze jako balista, ale nebyl zdaleka tak přesný.

#### Římské opevnění
Římané nevynikali pouze v ofenzivních obléhacích bojových prostředcích, ale ovládali také umění opevňování. Městská opevnění zůstala většinou nezměněna, protože Římané nezdokonalili původní řeckou konstrukci, ale dosáhli pokroku ve vojenské architektuře tím, že používali jemně opracovaný kámen, pálené cihly a beton. Mnohé pevnosti římských legionářů získaly trvalý charakter a začaly přitahovat obchodníky a osadníky, kteří se usazovali vně jejich zdí, takže se z nich nakonec vyvinula středověká města. Římané také stavěli obrovské zdi o značné délce, které představovaly některé z prvních umělých hranic. Největším a nejznámějším příkladem takové stavby je Hadriánův val v severní Anglii. Při zakládání těchto pevností projevovali Římané mimořádnou vynalézavost při budování opevněných bran. Dřívější starověké techniky používaly systém překrývajících se zdí a kruhových zdí, ale římské brány se nyní vyznačovaly několika úrovněmi, s průzory a okny pro artilérii, těžkými padacími mřížemi, dřevěnými vraty a padacími mosty. Tyto stavební prvky poté ovlivnily konstrukci středověkých strážnic a hradů. Tato opevnění dobře posloužila Římanům, když začal úpadek jejich říše ve třetím století. Opevnění dokázala zadržet v odstupu nájezdnické kmeny po dobu téměř dvou staletí, než se říše nakonec rozpadla. Během tohoto období se také vytrácely schopnosti Římanů při obléhání a opevňování. Především z důvodů vnitřních problémů uvnitř impéria docházelo k úbytku zkušených řemeslníků a techniků.